# Mateusz Mazurkiewicz
Mateusz Mazurkiewicz, ukrajinsky Matvij Mazurkevyč, cyrilicí Матвій Мазуркевич, byl rakouský politik polské národnosti z Haliče, během revolučního roku 1848 poslanec Říšského sněmu.

## Biografie
Roku 1849 se uvádí jako Mathias Mazurkiewicz, landmann v obci Kretivci (Kretowce).
Během revolučního roku 1848 se zapojil do veřejného dění. Ve volbách roku 1848 byl zvolen i na ústavodárný Říšský sněm. Zastupoval volební obvod Zbaraž. Tehdy se uváděl coby landmann. Náležel ke sněmovní pravici. Byl etnickým Polákem. Pocházel z čistě mazurské vesnice Kretivci a neznal prý ani slovo ukrajinsky.